# Sånger ur livets varieté
Sånger ur livets varieté är ett album av Carl-Einar Häckner och Varietéorkestern. Det gavs ut 2006.

## Låtlista
Samtliga låtar skrivna av Carl-Einar Häckner, om ej annat anges.
1. Hej till publiken
2. Trubadurjävel
3. En groda från Floda
4. Flickorna är fina
5. Tältduken
6. Rödballongsång
7. Trollkarlen (Mikael Wiehe)
8. Skogens kvinna
9. Sång för en varieté (Carl-Einar Häckner, Bernt Andersson)
10. Hundsången
11. Livet är ett lån
12. Jag vill
13. Grand finale

## Medverkande
- Carl-Einar Häckner - sång, gitarr, banjo
- Bernt Andersson - piano, dragspel, mandolin
- Per Melin - trummor, percussion
- Stefan Sandberg - saxofon, gitarr, klarinett